# Stan Freberg
Stanley Victor Freberg (Los Angeles, 7 de agosto de 1926 - Santa Mônica, 7 de abril de 2015) foi um autor, diretor de animação, dublador e comediante norte-americano que deu vozes a alguns personagens dos Looney Tunes.